# Méthode Booch

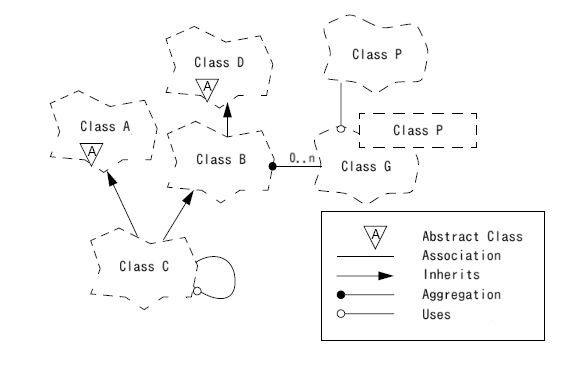
Diagramme de classes.

La méthode Booch est une méthode de développement de logiciels pour la programmation orientée objet. Elle a été conçue par Grady Booch qui l'a publiée en 1992 puis révisée en 1994. Elle se compose d'un langage de modélisation graphique, d'un processus itératif de développement, et d'un ensemble de pratiques recommandées. 
Booch est, avec OMT et OOSE, l'une des méthodes d'analyse et de conception orientées objet à l'origine d'UML,  Grady Booch, étant l'un des pères du langage UML avec Ivar Jacobson, fondateur de la méthode OOSE et James Rumbaugh, fondateur de la méthode OMT.  

## Principes de la méthode
La notation de Booch se caractérise par des formes en nuage pour représenter objets et classes.  Elle distingue les diagrammes suivants: 
| Modèle   | Type      | Diagramme                       | Correspondance UML          |
| -------- | --------- | ------------------------------- | --------------------------- |
| Logique  | Statique  | Diagramme de classes            | Diagramme de classes        |
|          |           | Diagramme d'objets              | Diagramme d'objets          |
|          | Dynamique | Diagramme de transition d'états | Diagramme états-transitions |
|          |           | Diagramme d'interaction         | Diagramme de séquence       |
| Physique | Statique  | Diagramme de modules            | Diagramme de composants     |
|          |           | Diagramme de processus          | Diagramme de déploiement    |

Le processus de développement distingue un macro-processus et un-micro processus.  
Le macro-processus  identifie le cycle d'activité suivant :  
- Conceptualisation : détermination des besoins principaux
- Analyse : développement d'un modèle comportemental
- Conception : création d'une architecture pour la mise en œuvre
- Évolution : raffinements successifs de l'architecture jusqu'à obtenir le système voulu
- Maintenance : évolution après la mise en service

Le micro-processus s'applique aux nouvelles classes, structures et comportements identifiés au cours du macro-processus, avec le cycle suivant : 
- Identification des classes et objets
- Identification de leur sémantique
- Identification des relations entre classes et objets
- Mise en œuvre